# Bataille d'al-Qaryatayn
Guerre civile syrienne
Batailles
La bataille d'al-Qaryatayn a lieu du 5 au 6 août 2015, lors de la guerre civile syrienne.

## Déroulement
L'attaque commence le matin du 5 août 2015, trois véhicules piégés conduits par des kamikazes se font exploser contre des postes de contrôle de l'armée aux entrées de la ville. Au moins 18 soldats et miliciens sont tués par les explosions et peu après, les forces de l'État islamique lancent l'assaut sur la ville,.
La nuit suivante, la ville est prise par les djihadistes. En contrôlant al-Qaryatayn, l'État islamique coupe également une route reliant la région de Qalamoun à Palmyre. Selon Observatoire syrien des droits de l'homme, les combats ont fait au moins 23 morts dans les rangs djihadistes et 38 tués chez les loyalistes en plus de cinq civils,,.
Les djihadistes enlèvent ensuite 230 civils, dont 170 sunnites et 60 chrétiens, parmi lesquels figurent également 45 femmes et 19 enfants, accusés de « collaboration avec le régime »,.
Le 21 août, les djihadistes rasent le monastère de Mar Elian d'al-Qaryatayn à coup de bulldozer,.